# 达戈贝尔特三世
达戈贝尔特三世（法語：Dagobert III，699年—715年9月3日），法兰克王国墨洛温王朝国王（711年4月23日－715年9月3日在位）。希爾德貝爾特三世的兒子。

## 生平
達戈貝爾特三世於711年繼承父親留下的三個法蘭克王國——纽斯特里亚、勃艮第及奧斯特拉西亞的領土。可是一切的權力都在宮相赫斯塔的丕平的手上。直至赫斯塔的丕平於714年逝世後，達戈貝爾特三世公開與他的繼承人特奧德巴爾德及其攝政及祖母普雷科特魯德發生衝突，他與紐斯特里亞貴族推舉額英夫洛為宮相，以推翻特奧德巴爾德的統治。可惜不久達戈貝爾特三世便逝世。達戈貝爾特三世的繼承人是希爾德里克二世之子希爾佩里克二世。希爾佩里克二世繼續支持額英夫洛與特奧德巴爾德及赫斯塔的丕平的私生子查理·馬特之間爆發多場大戰。

## 死亡
《法蘭克人的歷史》一書中記載他在715年9月3日死於疾病，但除此之外書中沒有任何關於他的生平。

## 家庭
達戈貝爾特三世有一名兒子提烏德里克四世，但是提烏德里克四世並沒有在他死後立即繼承王國，因為當時他只有兩歲。直至721年，宮相查理·馬特將只有8歲的提烏德里克四世擁立為國王，在他掌握之中。